# Karmapa Charitable Trust
Karmapa Charitable Trust – legalny zarząd powołany zgodnie z indyjskim prawem przez J.Ś. XVI Karmapę, przywódcę szkoły Karma Kagyu buddyzmu tybetańskiego do opieki nad jego materialną własnością, głównie klasztorem Rumtek w Sikkimie.